# Лід-менеджмент
Лід-менеджмент (Lead management) — термін, використовуваний в теорії бізнесу для опису методів, систем і практик, що розробляються для залучення нових потенційних клієнтів, в основному за рахунок використання різних маркетингових технологій.

Управління потенційними клієнтами в багатьох випадках є попередником управління продажами, управління відносинами з клієнтами. 
Лід в інтернет-маркетингу — це акт реєстрації у відповідь на пропозицію рекламодавця, що містить контактну інформацію та в деяких випадках демографічну інформацію. Є два типи лідів — споживчі ліди і цільові. З точки зору замовника інтернет-просування, лід — це «потенційний клієнт або споживач послуги», і саме кількістю залучених лідів, як правило, оцінюють ефективність рекламної кампанії в інтернеті.
Споживчі ліди генеруються на основі демографічних критеріїв, таких як кредитоспроможність, дохід, вік, індекс ринкової концентрації тощо. Ці ліди часто перепродуються різним рекламодавцям. Споживчі ліди зазвичай розвиваються за допомогою телефонних дзвінків менеджерів з продажу. Подібні ліди як правило використовуються тільки в іпотеці, страхуванні і фінансовій галузі.
Цільові ліди — особливі ліди, згенеровані для унікальної пропозиції рекламодавця. На відміну від споживчих лідів цільові ліди можуть бути продані тільки рекламодавцеві, на чию пропозицію відгукнувся покупець. Через те, що прозорість — необхідна умова генерування цільових лідів, кампанії з генерування таких лідів можуть бути оптимізовані шляхом перевірки достовірності їх джерел.